# 前田重教
前田 重教（まえだ しげみち）は、加賀藩の第9代藩主。加賀前田家10代。第5代藩主・前田吉徳の七男で、母は側室の流瀬（辻氏・実成院）。吉徳の息子で藩主についた5人（宗辰、重煕、重靖、重教、治脩）のうち4番目の藩主である。

## 来歴
寛保元年（1741年）に金沢で生まれ、そのまま金沢で成長した。当初、加賀藩年寄村井長堅の養子になる予定であったが、宝暦3年（1753年）5月に藩主となった異母兄・重靖の命により、村井との養子の約束を解消して前田家に留まる。同年10月5日、加賀藩は藩主であった重靖の病死を公表した。このとき、後継者であった重教はただちに江戸へ向かい、幕府から家督相続の許可を得る手はずだったが、麻疹にかかって出発できず、藩首脳部で大きな問題となる。同月15日、諱を利篤とする。同月17日、松平の名字を与えられる。宝暦4年（1754年）2月、健康を回復して金沢を出発し、江戸に向かう。同年3月11日、将軍徳川家重に御目見し、末期養子として家督を相続する。同年4月、正四位下、左近近衛少将に叙任、加賀守を称する。また将軍家重から偏諱を授かって重基に改名する。翌宝暦5年（1755年）12月、左近衛権中将に昇進する。また明和2年（1765年）、将軍世子家基の諱を憚って重教に改名した。
藩主就任前後、加賀藩では加賀騒動の余波が続き、宝暦4年（1754年）まで保守派による大槻伝蔵一派の粛清が続いた。また相次ぐ藩主の交代により藩政は停滞し、藩の財政は一層苦しくなっていた。宝暦9年（1759年）4月10日、金沢に大火が起こり、金沢城をはじめ1万5百戸余りが焼失し、幕府から金5万両を借りて急場をしのいだ。
また、重教は加賀狂言などの能狂言の普及に努めた。明和8年（1771年）に家督を異母弟の治脩に譲って隠居したが、その後にもうけた息子の斉敬、次いで斉広が治脩の養子となった。囲碁・将棋も愛好し、隠居後の安永8年（1779年）には「九歳の将棋を指す者と十五歳以下の女子で囲碁を打つ者」を召し出すようにという通知を出し、晩年の天明4年（1784年）には家臣たちと毎日のように対局を行ったという記録がある。
天明6年（1786年）に46歳で死去した。
金沢市にある全性寺（日蓮宗の寺）には、重教の生母が安産祈願のために寄進した不動明王が祭られている。

## 系譜
- 父：前田吉徳（1741年 - 1786年）
- 母：流瀬、実成院 - 辻氏
- 正室：千間姫（紀伊藩主徳川宗将女、寿光院）
- 側室：慧照院 舜（家臣・林政成の娘）
  - 長女：邦姫（1761年 - 1771年）
  - 次女：頴姫（1766年 - 1801年） - 会津藩主松平容詮室
- 側室：真月院 茂世（渡辺氏）
  - 三女：（1776年夭折）
- 側室：青操院 安（郡上藩家臣・金井与兵衛の娘）
  - 長男：斉敬（1778年 - 1795年）
- 側室：貞琳院 喜機（郡上藩家臣・山脇守之の娘）
  - 四女：藤姫（1778年 - 1796年） - 高松藩主松平頼儀室
  - 次男：斉広（1782年 - 1824年） - 加賀藩11代藩主
- 側室：秋月院 初（今井氏）
  - 三男：（1785年夭折）
- 養子
  - 男子：前田治脩（1745年 - 1810年） - 実弟